# Дзуккони, Витторио
Витторио Дзуккони (16 августа 1944 — 26 мая 2019) — итальянский журналист и писатель. Также имел американское гражданство.

## Ранние годы и образование
Родился в Бастилья (провинция Модена, Италия), сын Гульельмо Дзуккони, журналиста (он был редактором Domenica del Corriere) и народного депутата Христианско-демократической партии. После детства, проведенного в Модене, он переехал с семьей в Милан, где учился в классической школе Джузеппе Парини. Получил степень в области литературы и философии в Университете Милана.

## Карьера
Сотрудничал в газете «La Repubblica», выступал с левых позиций, публиковал статьи в дружественном к СССР ключе.
В 1989 приобрёл скандальную известность, когда его статья о поездке Бориса Ельцина в США, опубликованная изначально в газете «La Repubblica», была перепечатана в газете «Правда». В статье упоминалось пристрастие Ельцина к спиртным напиткам. Советские читатели восприняли эту публикацию как провокационную, а протесты привели к отставке главного редактора В. Г. Афанасьева.
Дзуккони являлся директором интернет-издания итальянской газеты «Ла Репубблика», а также корреспондентом этой же газеты в США. Ранее он работал репортером итальянских газет «Коррьере Делла Сера» в Москве и «Ла Стампа» в Брюсселе и Токио. Дзуккони также участвовал в нескольких ТВ-шоу как издатель. С лета 2007 года он преподавал историю Италии и журналистику в колледже Миддлбери в Вермонте. Лауреат премии «America Award» фонда Италия-США в 2015 году.

## Личная жизнь
В 1962 году он познакомился с Алисой Тибальди, на которой женился в 1969 году. У него было двое детей, Кьяра и Гвидо, и шесть внуков, все они живут в Соединенных Штатах. С 2002 года он также был гражданином США, получив двойное гражданство. Скончался в Вашингтоне 25 мая 2019 года. После похорон он был кремирован, и 4 октября 2019 года его прах был перевезен в Аренцано, Лигурия.

## Избранная библиография
- Японец среди нас (1986)
- Легко сказать «Америка» (1988)
- Слово журналиста (1990)
- Легко сказать «Россия» (1992)
- Иностранцы как мы (1993)
- Духи не забывают: загадка Неистового Коня и трагедия племени сиу (1996)
- Истории из другого мира: скрытое лицо Америки (1997)
- Футбол в голове (2003)
- Джордж. Жизнь и чудеса одного счастливого человека (2004)

## Личная жизнь
Дзуккони был женат и имел двоих детей. Проживал в Вашингтоне, округ Колумбия.

## Галерея

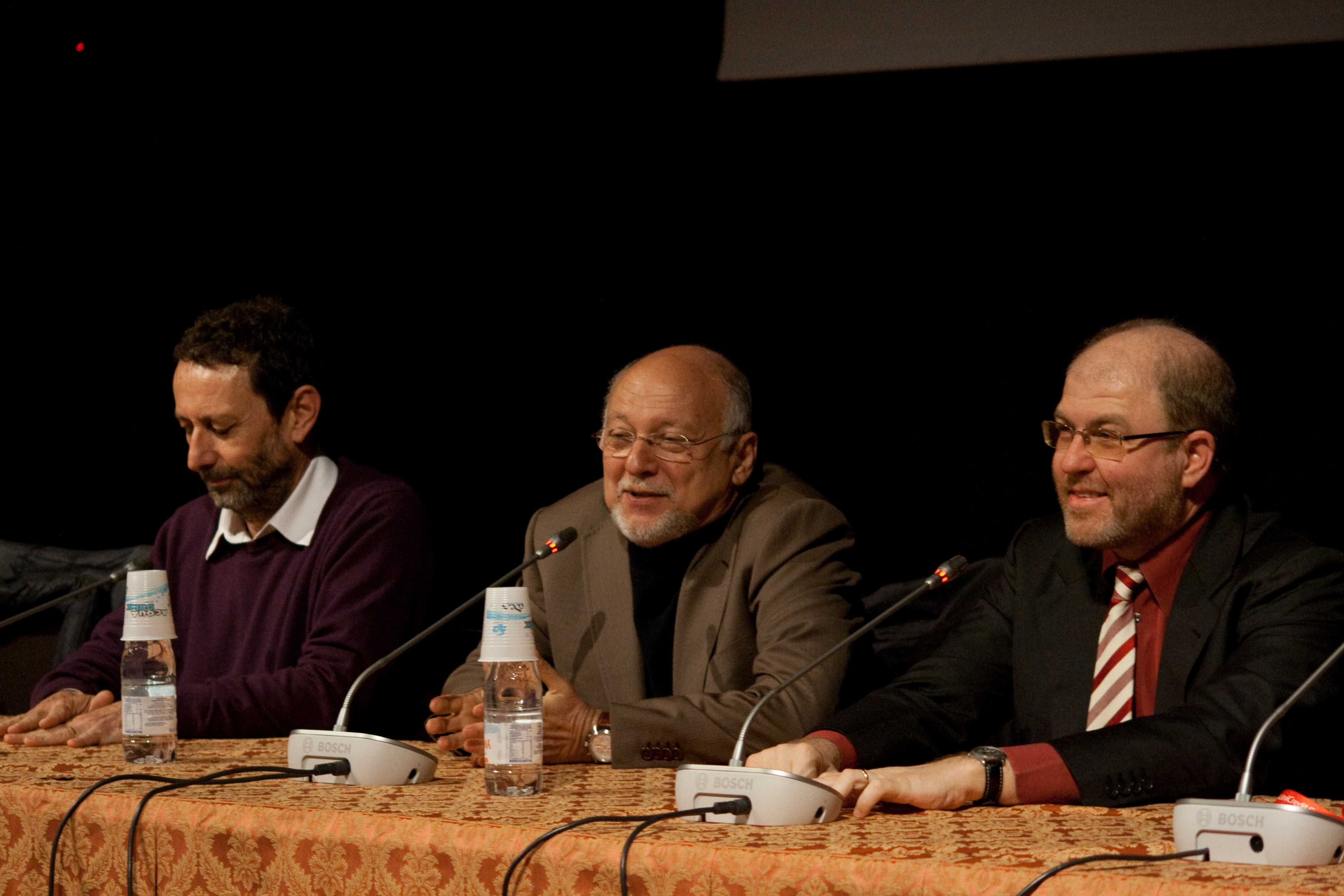
Слева: Микеле Серра, Витторио Дзуккони и Массимо Грамеллини на Международном фестивале журналистики, Перуджа, 2010